# Forza di van der Waals

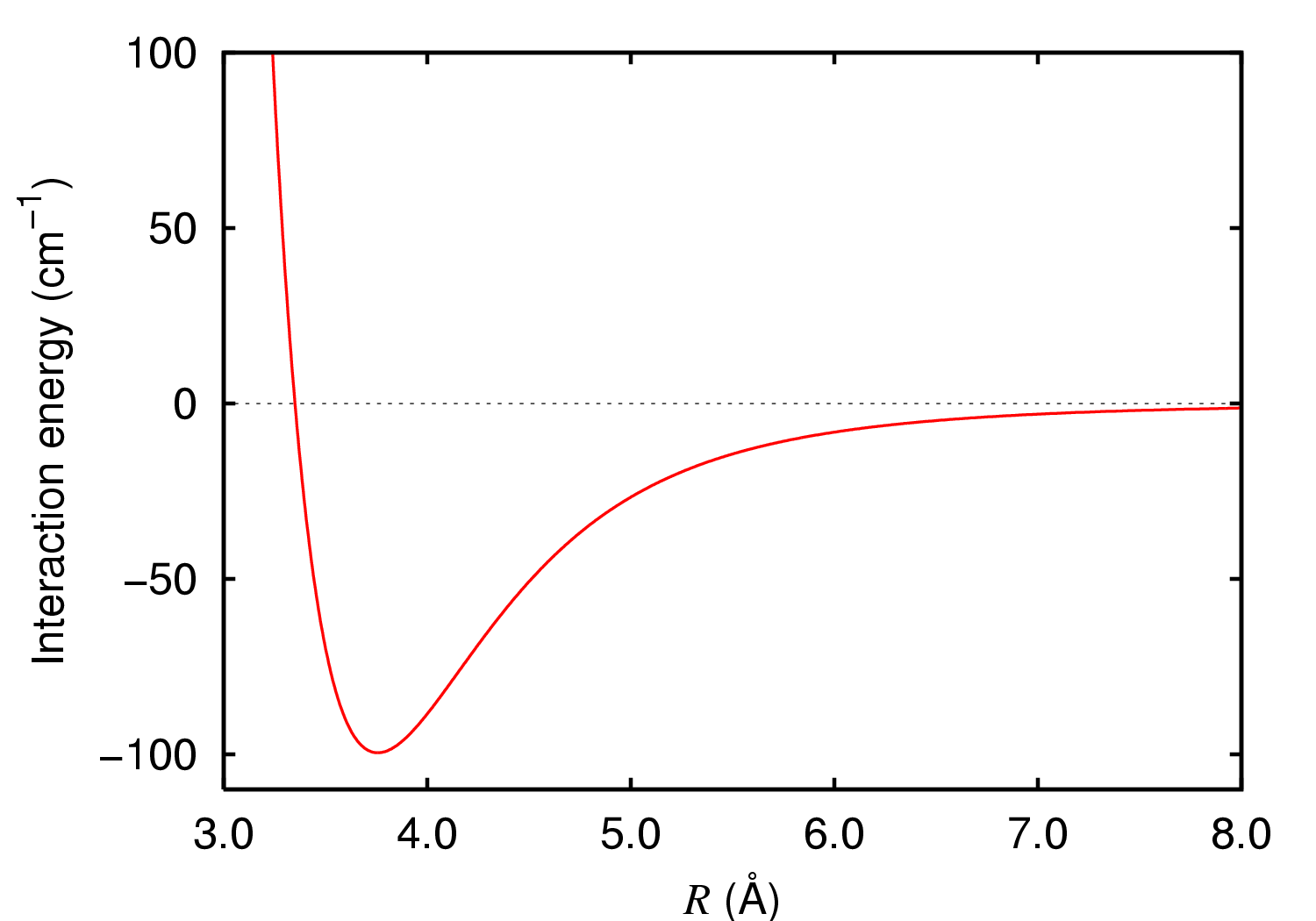
Entità delle forze di van der Waals al variare della distanza intermolecolare, secondo il modello di Lennard-Jones.

Le forze di van der Waals, chiamate così in onore del fisico, che ne formulò la legge per modellizzarle nel 1873, sono forze attrattive o repulsive tra molecole. Il termine "forza di van der Waals" include tre tipi diversi di interazioni intermolecolari:
- forza dipolo permanente-dipolo permanente (o interazione di Keesom);
- forza dipolo permanente-dipolo indotto (o forza di Debye);
- forza dipolo istantaneo-dipolo indotto (o forza di dispersione di London).

Le forze di van der Waals sono classificate tra le forze intermolecolari, che includono anche il legame ione-dipolo e legame ad alogeno. Il legame a idrogeno è la più intensa delle forze di Keesom, pertanto viene generalmente considerato a parte, pur rientrando in questa categoria.
Sebbene le forze di van der Waals siano relativamente deboli comparate ai legami chimici normali tra atomi, hanno un ruolo fondamentale in diversi campi scientifici come in chimica supramolecolare, biologia strutturale, nanotecnologia, scienza delle superfici o in fisica della materia condensata. Le forze di van der Waals differiscono dal legame covalente e ionico in quanto dipendono dalle fluttuazioni nella distribuzione delle cariche nelle molecole; si tratta di forze attrattive a lungo raggio e repulsive a corto raggio.
Tutte le forze di van der Waals presentano anisotropia, ciò significa che dipendono dall'orientamento relativo delle molecole. Le interazioni di induzione (forza di Debye) e dispersione (forza di London) sono sempre attrattive, indipendentemente dall'orientamento, tuttavia le interazioni elettrostatiche (forza di Keesom) cambiano segno con la rotazione delle molecole; di conseguenza, la forza elettrostatica può essere di repulsione o attrazione. Quando le molecole presentano movimento termico, come quando si trovano in stato gassoso o liquido, la forza elettrostatica si riduce in modo significativo, poiché le molecole ruotano continuamente.

## Forza di dispersione di London
Le forze di dispersione di London, chiamate così in onore del fisico Fritz London, sono forze intermolecolari deboli che si formano a causa delle forze tra dipoli temporanei in molecole che non presentano momento dipolare permanente. Per esempio, nelle molecole non polari come gli alogeni, gli elettroni che si muovono intorno alle molecole si distribuiscono in modo non equilibrato istante per istante: nel momento in cui gli elettroni non sono disposti equamente si forma un dipolo temporale che interagisce con altri dipoli vicini e induce le altre molecole nelle quali, a loro volta, si formano dipoli indotti. Nel vuoto, le forze di London sono le forze intermolecolari più deboli; tuttavia restano le principali forze attrattive di molecole non polari, come per esempio il metano, e dei gas nobili. Senza di esse, infatti, i gas nobili non potrebbero presentarsi in stato liquido.

## Forza di Debye
Le forze di Debye sono forze intermolecolari, risultato dell'interazione tra un dipolo permanente e un dipolo indotto (quest'ultimo noto anche come polarizzazione). Questo tipo di forza si trova tra una molecola polare e una apolare. La prima induce sulla seconda una separazione di carica (dipolo indotto); i due dipoli, permanente e indotto, si attraggono. L'interazione dipende dalla polarizzabilità, cioè la facilità con cui la nuvola elettronica di una molecola apolare (o un atomo) può essere deformata, la quale aumenta con le dimensioni atomiche/molecolari.

## Forza di Keesom
Le forze di Keesom (anche dette "interazioni dipolo-dipolo") sono forze attrattive che si hanno quando dipoli permanenti (molecole polari) si allineano tra loro con il polo positivo di una molecola diretto verso quello negativo di un'altra molecola vicina. Furono chiamate così in onore di Willem Hendrik Keesom che riuscì a darne una formulazione matematica nel 1912. Il legame a idrogeno è considerato l'estremo di questo genere di interazioni. L'energia media delle forze dipolo-dipolo è circa 4 KJ/mole, molto debole se comparata a quella di un legame covalente (circa 400 KJ/mole). I legami tra dipoli permanenti avvengono tra molecole che possiedono momento dipolare intrinseco che spesso si relaziona a una differenza di elettronegatività.
Bisogna fornire energia per distruggere tale tipo di interazione, questo è in parte il motivo per cui bisogna riscaldare un solido polare per farlo fondere o un liquido per provocarne l'ebollizione. Le interazioni dipolo-dipolo sono più deboli delle forze tra gli ioni e declinano rapidamente con la distanza.

## Misurazioni
Il 9 luglio 2013 i fisici dell'Université Paris-Sud e dell'Università di Lille fanno la prima misurazione diretta della Forza di van der Waals grazie a una trappola ottica di due atomi di rubidio eccitati con un laser allo stato di atomo di Rydberg.

## Applicazioni

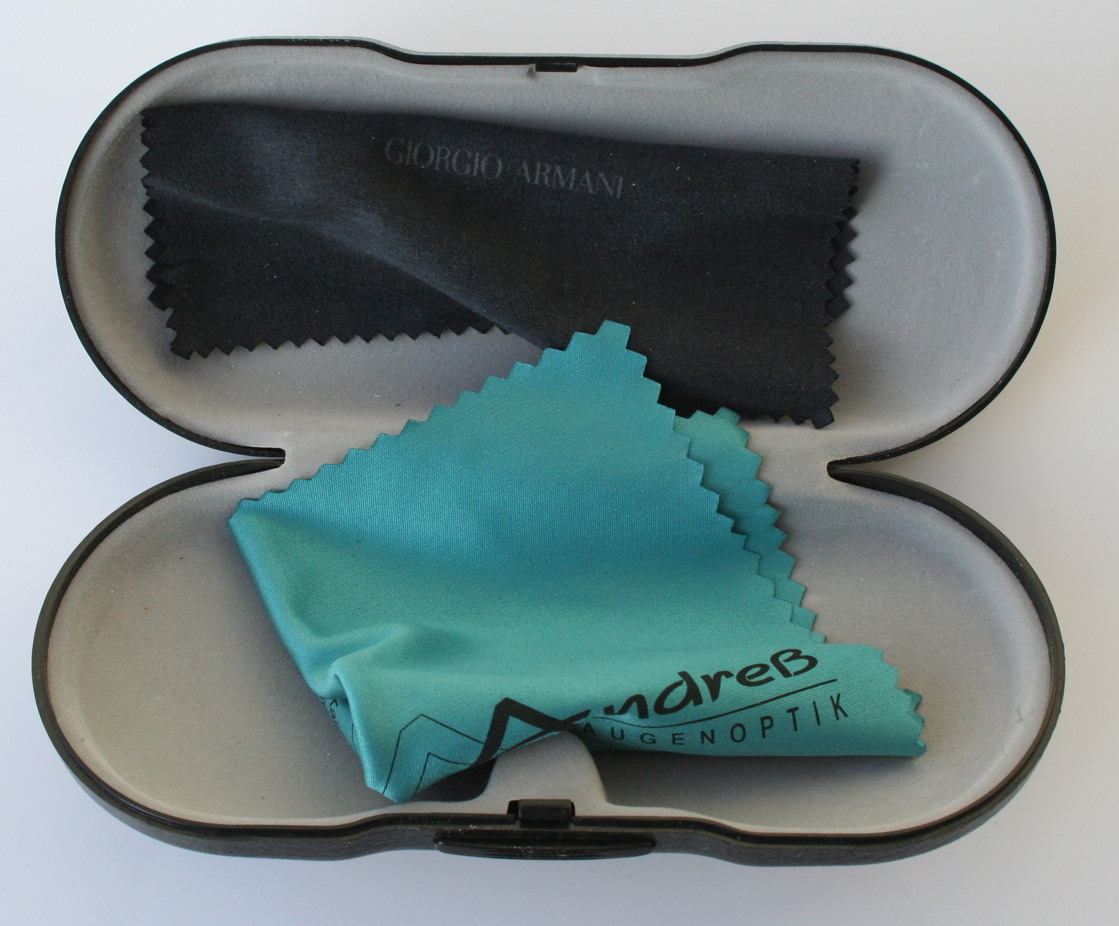
I panni in microfibra sfruttano le forze di van der Waals per attirare la polvere senza lasciare graffi.

Le forze di van der Waals trovano applicazioni anche nella vita quotidiana. Ad esempio, i panni in microfibra, come quelli utilizzati per la pulizia delle lenti, sfruttano le forze di van der Waals per attirare la polvere senza lasciare graffi.
Le forze di van der Waals spiegano inoltre il funzionamento di molti adesivi, che "avvicinano" tra loro le superfici dei materiali, che in genere presentano asperità microscopiche (rugosità). Insinuandosi in tali asperità, gli adesivi rendono le superfici più lisce e quindi maggiormente soggette alle forze di van der Waals.
I cosiddetti "materiali di van der Waals" utilizzano le forze di van der Waals per mantenere unita la loro struttura. Un esempio di materiale di van der Waals è la grafite, costituita da piani di atomi che interagiscono tra loro attraverso forze di van der Waals.
La forza di van der Waals è alla base anche del funzionamento del microscopio a forza atomica (AFM), un potentissimo microscopio a scansione di sonda (SPM), che consiste essenzialmente di una microleva (cantilever) alla cui estremità è montata una punta acuminata (tip), che viene collocata nelle strette vicinanze della superficie del campione di cui si effettua la scansione. La forza di van der Waals che agisce tra la punta ed il campione provoca una deflessione della microleva (la cui costante elastica è nota) in accordo con la legge di Hooke.

## Le forze di van der Waals in natura

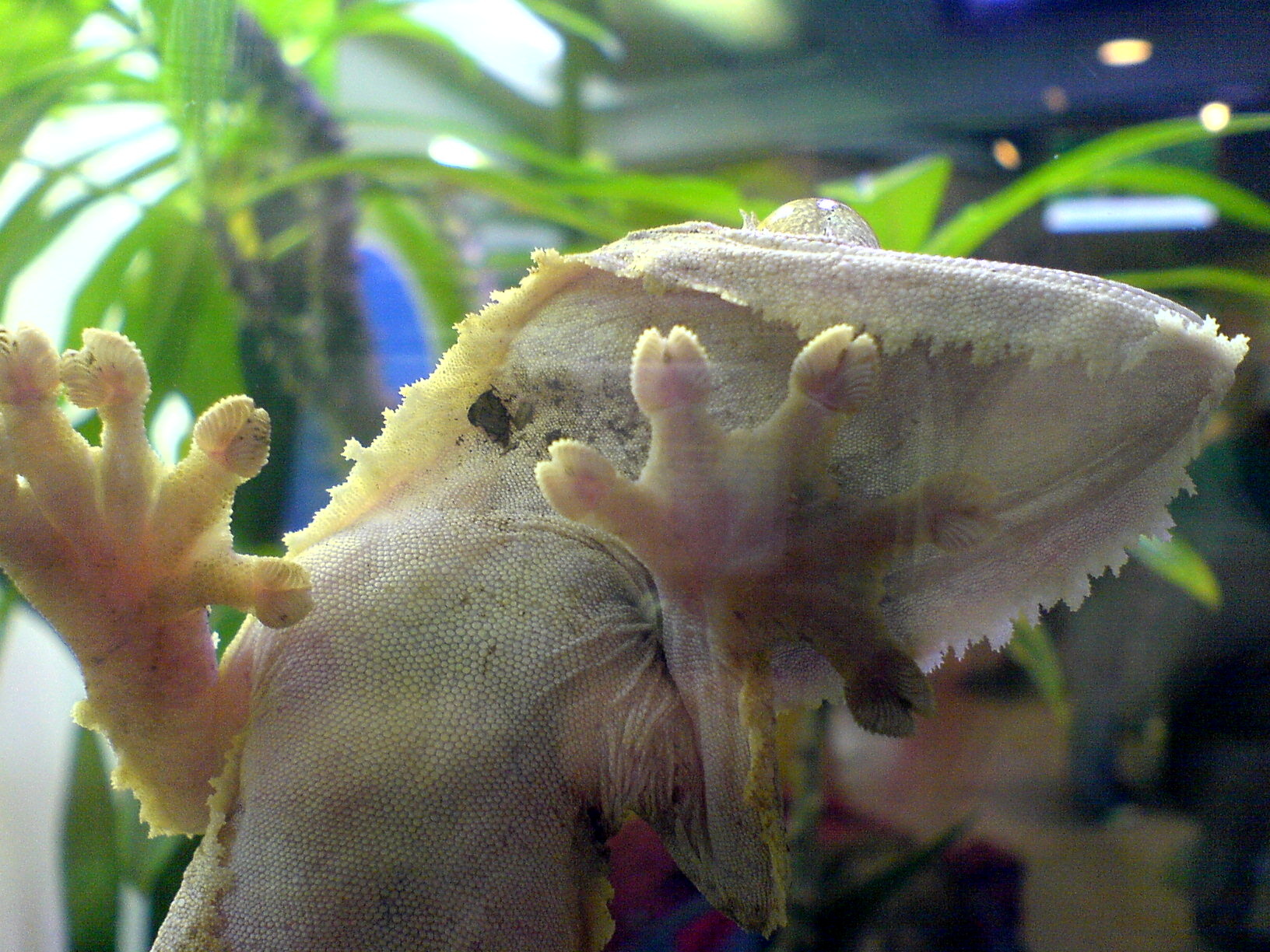
Un geco adeso ad un vetro. Questi animali riescono a stare su superfici verticali e appesi persino a testa in giù su superfici orizzontali grazie alle forze di van der Waals data dalla enorme quantità di piccoli peli dei loro polpastrelli.

Alla forza di van der Waals si attribuisce l'abilità del geco di camminare su superfici lisce verticali senza l'uso di secrezioni adesive (le estremità delle sue zampe sono ricoperte da milioni di peli che moltiplicano le deboli forze elettromagnetiche di interazione con la superficie).
Tali forze sono presenti anche nella struttura terziaria delle proteine. Nella struttura terziaria la catena tende ad avvolgersi e spesso i gruppi R degli amminoacidi instaurano delle interazioni come, ad esempio, interazioni dipolo-dipolo che sono le forze di van der Waals.